# Per un dollaro di gloria
Per un dollaro di gloria ist ein im deutschen Sprachraum nicht gezeigter Italowestern, den Fernando Cerchio 1965 inszenierte.

## Handlung
Entlang der Grenze der Konföderierten Staaten von Amerika und von dem nun durch Maximilian von Habsburg mit französischer Waffenhilfe regierten Mexiko herrscht ein unsteter, immer wieder durch Scharmützel unterbrochener Friede. Die Amerikaner nutzen, um die mexikanischen Patrioten zu unterstützen, jede Gelegenheit, die Vorposten zu attackieren. In der Gegend des Rio Bravo kommen dazu noch plötzliche Überfälle der Wichita-Indianer, die das Land für sich beanspruchen.
Einige Soldaten unter der Führung von Captain Clermont suchen vor diesen Nachstellungen Schutz im Fort Sharp, wo der Konföderierten-Colonel Lennox seinen Privatkrieg führt. Die Situation eskaliert, als Lennox Gefangene als menschliche Schutzschilde gegen die Indianerangriffe benutzt. Die Handlungen und Anweisungen des Colonels lassen immer mehr erkennen, dass er dem Wahnsinn verfallen ist. Captain Clermonts Aufgabe ist es, sowohl innerhalb des Forts die Stimmung zur Meuterei in den Griff zu bekommen, als auch sich weiterhin der äußeren Angriffe zu erwehren. Nach dem zufälligen Tod des Colonels werden Franzosen und Amerikaner zu Freunden.

## Kritik
„Das Drehbuch ist ausgesprochen kurzweilig, auch wenn die Rolle der Indianer ziemlich eindimensional ist. Im Zentrum der Aufmerksamkeit steht jedoch das menschliche Drama, und das ist intensiv und fesselnd eingefangen und wird von Savinas dramatischer Musik exzellent untermalt“, schreibt Christian Keßler